# NXIVM
NXIVM(넥시엄)은 키스 래녜어리(Keith Raniere)가 이끌던 컬트 집단이다. 계열사들은 다단계 마케팅과 "이성 탐구"(Rational Inquiry)라는 독자 행동 수정 기법을 중심에 둔 자기 계발 강연 활동으로 운영되었으나, 실은 래녜어리를 향한 개인 숭배 사이비 종교 집단을 형성하였으며 이후 여성들을 유인하여 성노예로 이용하는 "DOS"라는 비밀 조직까지 구성하기에 이르렀다.
2017년 전직 구성원들이 폭로하면서 뉴욕 타임스에서 비밀 조직 실체를 보도했고, 2018년 변호사 협회가 고발하면서 핵심 관계자들이 체포되기 시작했다. 여배우 앨리슨 맥, 시그램 재벌가 딸 클레어 브론프먼(Clare Bronfman), 전 멕시코 대통령 카를로스 살리나스 데 고르타리의 아들 에밀리아노 살리나스(Emiliano Salinas) 등이 주요 범죄 가담자 명단에 올라 미국 사회에 충격을 주었다.

## 넥시엄 설립 이전 역사
넥시엄을 세우기 전 래녜어리는 뉴욕주 법무부 장관이 피라미드 사기라고 비난했던 투기 사업인 컨슈머스 바이라인(Consumers Buyline)을 만들었다. 래녜어리는 1996년 동의 명령서에 서명하면서 그 어떤 잘못도 저지르지 않았다고 주장했지만 벌금 4만 달러 지불과 "연쇄 분배 수법 관련 홍보, 제안 또는 참여 허용" 영구 금지를 받아들였다.